# Ассановичи
Ассановичи (пол. Assanowicz) — дворянский род.

## Описание герба
В червлёном щите золотой лук с золотой тетивой, обращенный вправо. В луке серебряная стрела остриём в правый верхний угол.
Щит увенчан дворянским коронованным шлемом. Нашлемник: правая согнутая рука в серебряных латах, держащая серебряный с золотой рукояткой изогнутый меч. Намёт: справа червлёный с золотом, слева червлёный с серебром. Герб Ассановичей внесён в часть 17 Общего гербовника дворянских родов Всероссийской империи, страница 68.